# Eva-Maria Obermann
Eva-Maria Obermann (* 1987 in Speyer) ist eine deutsche Literaturwissenschaftlerin und Schriftstellerin.

## Leben
Obermann wurde in Speyer als Kind einer Arbeiterfamilie geboren und wuchs in Schifferstadt auf. 2006 machte sie das Abitur und begann, Biologie zu studieren. 2009 wechselte sie zur Germanistik, worin sie 2012 den Bachelor erwarb. 2014 folgte der Master in Medien- und Kommunikationswissenschaften, 2023 die Promotion in Germanistik mit einer Arbeit über die „Mutterfigur in der Gegenwartsliteratur“. Das Studium wurde ab 2011 mit einem Stipendium der Universität Mannheim gefördert, ab 2012 von der Studienstiftung des deutschen Volkes, die Dissertation schließlich von der Friedrich-Ebert-Stiftung.
Obermann ist seit 2009 als freie Redakteurin beim Schifferstadter Tagblatt tätig. Von 2015 bis 2023 arbeitete sie in verschiedenen Funktionen für die Universität Mannheim. 2019 kandidierte sie für die SPD bei der Kommunalwahl, verpasste den Einzug in den Stadtrat von Schifferstadt aber knapp.
Die Geschlechtsidentität Eva-Maria Obermanns wurde 2022 auf der von ihr mitinitiierten Plattform #DiverserLesen mit den Personalpronomen sie/ihr gekennzeichnet; auf dem eigenen Buchblog stellt sie sich als „Eva“ mit dem deutschen Pronomen sie und dem nichtbinären englischen Pronomen they vor. Sie ist seit 2012 verheiratet und lebt mit dem Ehemann und fünf Kindern in Schifferstadt.

## Literarisches Wirken
Obermann schreibt seit dem zwölften Lebensjahr und veröffentlichte 2009 einen ersten Gedichtband. Kurz darauf folgten Kurzgeschichten in verschiedenen Anthologien, 2017 schließlich der erste Roman. Die Werke sind im Wesentlichen der Phantastik zuzuordnen, darunter auch Märchenadaptionen. Sie war auch mehrfach Herausgeberin von Anthologien und arbeitet als Lektorin und Sensitivity Readerin.
2017 war sie Mitgründerin des Nornennetzes, eines „Netzwerk[s] deutschsprachiger Autor:innen, die sich der Fantastik mit ihren Subgenres (Fantasy, Science Fiction, Steampunk, Dark etc.) verschrieben haben“. Zum Weltfrauentag 2019 rief sie die Aktion #WirLesenFrauen ins Leben, welche Aufmerksamkeit auf Frauen als Schriftstellerinnen lenken sollte. 2021 wurde daraus #DiverserLesen, wodurch sich der Fokus von Frauen auf alle marginalisierten Menschen erweiterte.
2018 und 2021 war sie Jurorin des Ernst-Johann-Literaturpreises.

## Bibliographie

### Wissenschaftlich
- Immer diese Mütter. wbg Academic, Darmstadt 2023. ISBN 978-3-534-40784-2.
- Muttersein? In: Mutterschaft und Wissenschaft in der Pandemie. Verlag Barbara Budrich, Leverkusen 2022. ISBN 978-3-8474-2654-7.
- Die Uni, vier Kinder und ein Abschied. In: Mutterschaft und Wissenschaft. Springer Wiesbaden, Wiesbaden 2020. ISBN 978-3-658-30931-2.
- Wo ist meine Sprache? In: Exil: Forschung, Erkenntnisse, Ergebnisse, Nr. 1, Jahrgang 35, Frankfurt 2016. ISSN 0721-6742.
- Manchmal ging mir Mama verloren. AV Akademikerverlag, Saarbrücken 2015. ISBN 978-3-639-85435-0.

### Romane
- Tropfen der Ewigkeit (Märchenspinnerei, Band 13). Selbstverlag, Schifferstadt 2018. ISBN 978-3-96111-642-3.
- Zeitlose – Doras Erwachen. Schwarzer Drachen Verlag, Blumberg 2018. ISBN 978-3-940443-91-5.
- Ellas Schmetterlinge. bookshouse Verlag, Pano Akourdaleia 2017. ISBN 978-9963-53-707-5.
- Zeitlose – Simeons Rückkehr. Schwarzer Drachen Verlag, Blumberg 2017. ISBN 978-3-940443-31-1.

### Lyrik
- Seelentropfen. Books on Demand, Norderstedt 2009. ISBN 978-3-8370-7938-8.

### Herausgeberin
- Schicksal, Schuld & Werden: Eine Nornenanthologie (mit Katherina Ushachov). Twentysix, Norderstedt 2019. ISBN 978-3-7407-5293-4.
- Elementar – Eine Anthologie von DichterZusammen und den Federkielen. epubli, Berlin 2016. ISBN 978-3-7418-4292-4.
- DichterZusammen: eine Anthologie großer und kleiner Dichter (mit Pablo Riera). Ille & Riemer Verlag, Leipzig 2013. ISBN 978-3-95420-405-2.